# 合金投资
新疆合金投资股份有限公司 （深交所：000633，简称：合金投资）是中国深圳证券交易所的一家上市公司，主营业务范围为综合类。包括園林，科技，物流，金屬資源是廣匯系旗下公司
2011年，该公司主营业务收入为139460312.23元，公司净利润为6871909.64元，公司总资产为315203124.61元。